# Crevasse (dermatologie)
Pour les articles homonymes, voir crevasse.
Une crevasse est, en dermatologie, une fissure plus ou moins profonde de la peau (ou de certaines muqueuses (ex : langue fissurée). Elles peuvent être provoquées par le froid (gerçure) ou par certaines maladies de peau (psoriasis, eczéma (syndrome), dermite) ou encore par des causes mécaniques (allaitement).

## Crevasses en cas d'allaitement
Il peut arriver en cas d'allaitement que des crevasses, visibles ou pas, apparaissent sur l'aréole, généralement en raison d'une mauvaise position du bébé. Une autre cause est due à l'invagination du mamelon. La douleur ressentie peut être suffisamment intense pour entraîner un arrêt de l'allaitement. En dehors du travail sur les causes de la crevasse, il est proposé l'application de pommades pour accélérer la cicatrisation, mais seules la lanoline et l'application de colostrum seraient efficaces en permettant de rétablir sur la peau un degré suffisant d'humidité. Le port de « bouts de sein » en silicone permet de faire provisoirement écran à la douleur. En complément, le port de coupelles d'allaitement afin d'éviter au mamelon de macérer est aussi à envisager. En cas de douleurs trop intenses,  l'utilisation provisoire d'un tire-lait peut permettre d'arrêter temporairement de l'allaitement pour permettre à la plaie de cicatriser.

## Sources